# ماريا أنغيليز دوران
ماريا أنغيليز دوران (بالإسبانية: María Ángeles Durán)‏ هي كاتِبة واقتصادية وعالمة إسبانية، ولدت في 30 نوفمبر 1942 في مدريد في إسبانيا.

## وصلات خارجية
- ماريا أنغيليز دوران على موقع IMDb (الإنجليزية)